# Produkční kvóta
Produkční kvóta je omezení množství produkce určitého statku. Mezi nejznámější produkční kvóty patří kvóty na těžbu ropy a na zemědělskou produkci v EU.

## Ropné kvóty
Organizace zemí vyvážejících ropu stanovují produkční (těžební) kvóty ropy. Snižování produkce umožňuje ropnému kartelu zvyšovat zisky. Nicméně hospodářská soutěž může díky novým možnostem zdrojů tuto politiku kvót potlačit.

## Zemědělské kvóty
Společná zemědělská politika v rámci EU staví na jistých kvótách zemědělské produkce. Nicméně roku 2015 skončily kvóty na produkci mléka a roku 2017 na produkci cukru.